# Akkoyunlu, Çobanlar
Akkoyunlu là một xã thuộc huyện Çobanlar, tỉnh Afyonkarahisar, Thổ Nhĩ Kỳ. Dân số thời điểm năm 2011 là 279 người.